# 武寧王 (百濟)

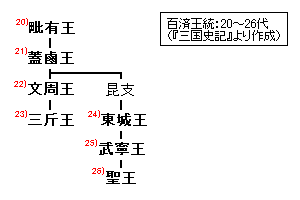
《三國史記》中的百濟世系

武寧王（462年—523年），姓扶餘，名斯摩、隆，是百濟第二十五代王，為東城王之同父異母的兄弟。公元501年~523年在位。
即位後攻擊以加林城為根據地的逆臣苩加，在白江將其殺死。512年派遣使臣到中國南朝梁進行朝贡，521年被梁武帝冊封為使持節都督百濟諸軍事寧東大將軍。523年命令因友、沙烏等人到漢北州徵發15歲以上壯丁，築雙峴城以備外患。一般認為，他是在舊都漢城（今首爾）被高句麗奪去之後，讓百濟情勢穩定下來的國王。
癸卯年（523年）五月七日壬辰（西曆6月7日），武寧王去世，享年62歲。乙巳年（525年）八月十二日甲申（西曆9月16日），安葬在韓國忠清南道公州郡公州邑西北約1公里的宋山里的丘陵地帶。

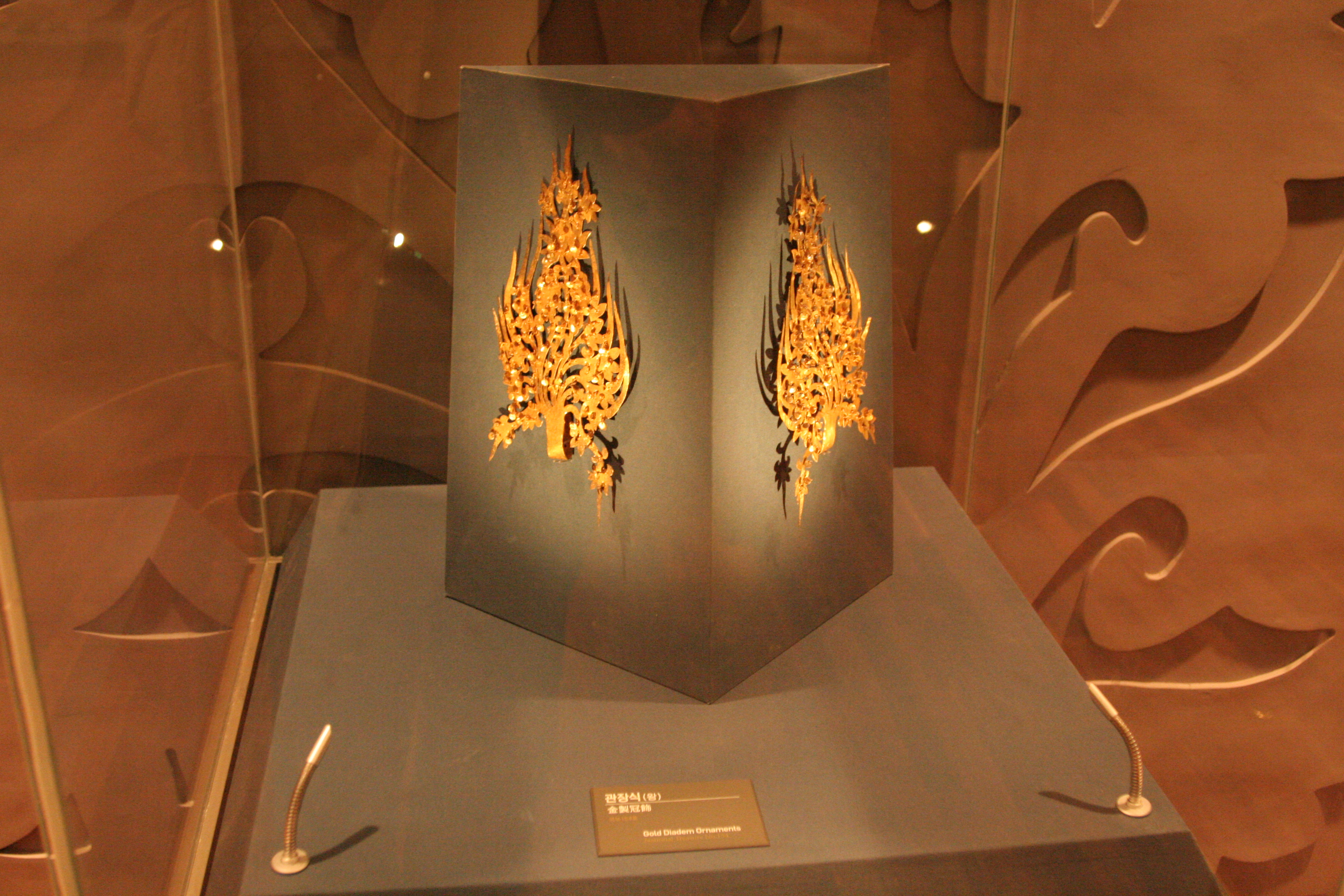
武寧王王冠

1971年7月，武寧王陵在韓國忠清南道被發現，是“整個朝鲜半岛三國時代唯一確認墓主身份的王陵，20世紀韓國考古學最大的發掘成果”。其中藏有大量金工、來自中國南梁的銅鏡、陶瓷器等陪葬品。在武寧王的坟墓里还发现梁武帝册封的‘寧東大將軍’和百济王的封印。
武宁王时期，百济设立了五经博士官制（博士是教授学问的官职）。此外，百济还有设有留学生制度和承担中央教育行政职能的内法佐平行政机构。百济是否建有像高句丽太学和扃堂一样的教育机构，目前还无法考证。:146:290:37

### 墓志

#### 武宁王墓志
宁东大将军百济斯麻王年六十二岁癸卯年五月丙戌朔七日壬辰崩到乙巳年八月癸丑十二日甲申安厝登冠大墓立志如左。

#### 武宁王王妃墓志
丙午年十一月百济国王大妃寿终居丧在酉地己酉年二月癸未朔十二日甲午改还大墓立志如左。钱一万文右一件乙巳年八月十二日宁东大将军百济斯麻王以前件钱讼土王土伯土父母上下众官二千石买申地为墓故立券为明，不从律令